# 武愫
武愫（？—1645年），陝西涇陽縣人。明末政治人物。

## 生平
崇禎十六年（1643年）癸未科進士。次年降李自成，任徐淮防御使，隨徐淮節度使南下招撫徐、沛與防禦使呂弼周，與防禦使呂弼周皆被明漕運總督路振飛擊敗擒獲。呂弼周被綁赴法場磔死。武愫則被鞭八十，押送南京。次年，與光時亨、周鍾等同時棄市。

## 佚事
《明季北略》載武愫義僕以其降闖為恥，絕食自盡之事。